# Romain Perraud
Romain Paul Jean-Michel Perraud (ur. 22 września 1997 w Tuluzie) – francuski piłkarz występujący na pozycji obrońcy w angielskim klubie Southampton, z którego jest wypożyczony do Nice. Wychowanek Blagnac FC, w trakcie swojej kariery grał także w takich zespołach, jak Nice, Paris FC oraz Brest. Młodzieżowy reprezentant Francji.